# Kalaat M'Gouna
Kalaat M'Gouna (arabiska: قلعة مكونة) är en stad i Marocko. Den ligger i provinsen Tinghir och regionen Drâa-Tafilalet, 300 km söder om huvudstaden Rabat. Antalet invånare var 16 956 vid folkräkningen 2014.